# 補習授業校

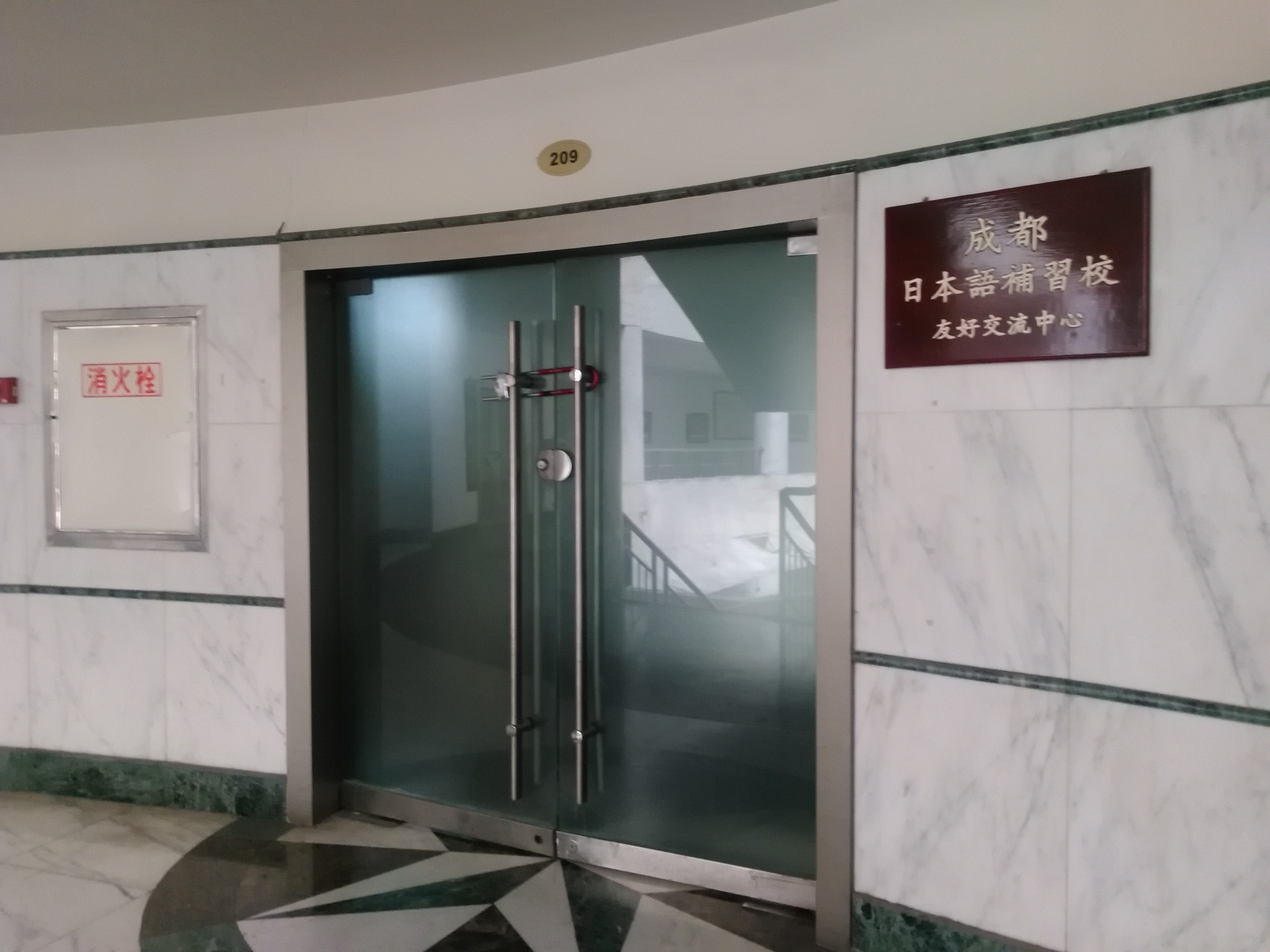
成都日本語補習校, 広島・四川中日友好会館 - 成都市武侯区

補習授業校（ほしゅうじゅぎょうこう 略称 補習校）は、普段の学校教育ではカバーしきれない内容を、特定の日に補習授業として行う学校。全日制の日本人学校とは異なる。この項目では日本以外の国にある日本語補習授業校について述べる。

## 日本語補習授業校
日本人人口が少ない地域、また人口が多くても現地校に通う子どもの比率が高い英語圏、永住予定者が多いアメリカ合衆国、インターナショナル・スクールに通う子どもの多いアジア・ヨーロッパの一部地域などでは、全日制の日本人学校に代わって、平日の放課後または週末に国語を中心とした補習的内容の授業を行う補習授業校が多く存在する。補習校を併設する日本人学校もある。

### 定義・呼称
「日本語」補習授業校と言うが、日本語を教える語学学級を持つ補習校は非常に少なく、ほとんどの補習校は国語や算数を日本語で教える日本の学校として認識されている。
時折「日本人学校」と称されるまぎらわしい補習校があるが、日本人学校は平日の通常時間帯にフルタイムで通う学校である。また日本人経営の現地私立校付属の土曜学校や学習塾が「補習校」を名乗っていることがあるが、教科書配布、現地採用教員の指導、校長・教頭の派遣などの文部科学省の援助や外務省の資金援助を受けられるのは日本政府の認可校のみである。ただし認可校であっても公立校ではなく、現地における私立校あるいは非営利団体として運営されているため、学費、入学審査、PTA参加義務などが課される。
日本の正式名称は「補習授業校」でも、現地での登録名や呼称が多少異なる学校も多い。また学校名に冠する都市の名前は最寄りの大都市であることが多く、実際の所在地と一致するわけではない。

### 歴史

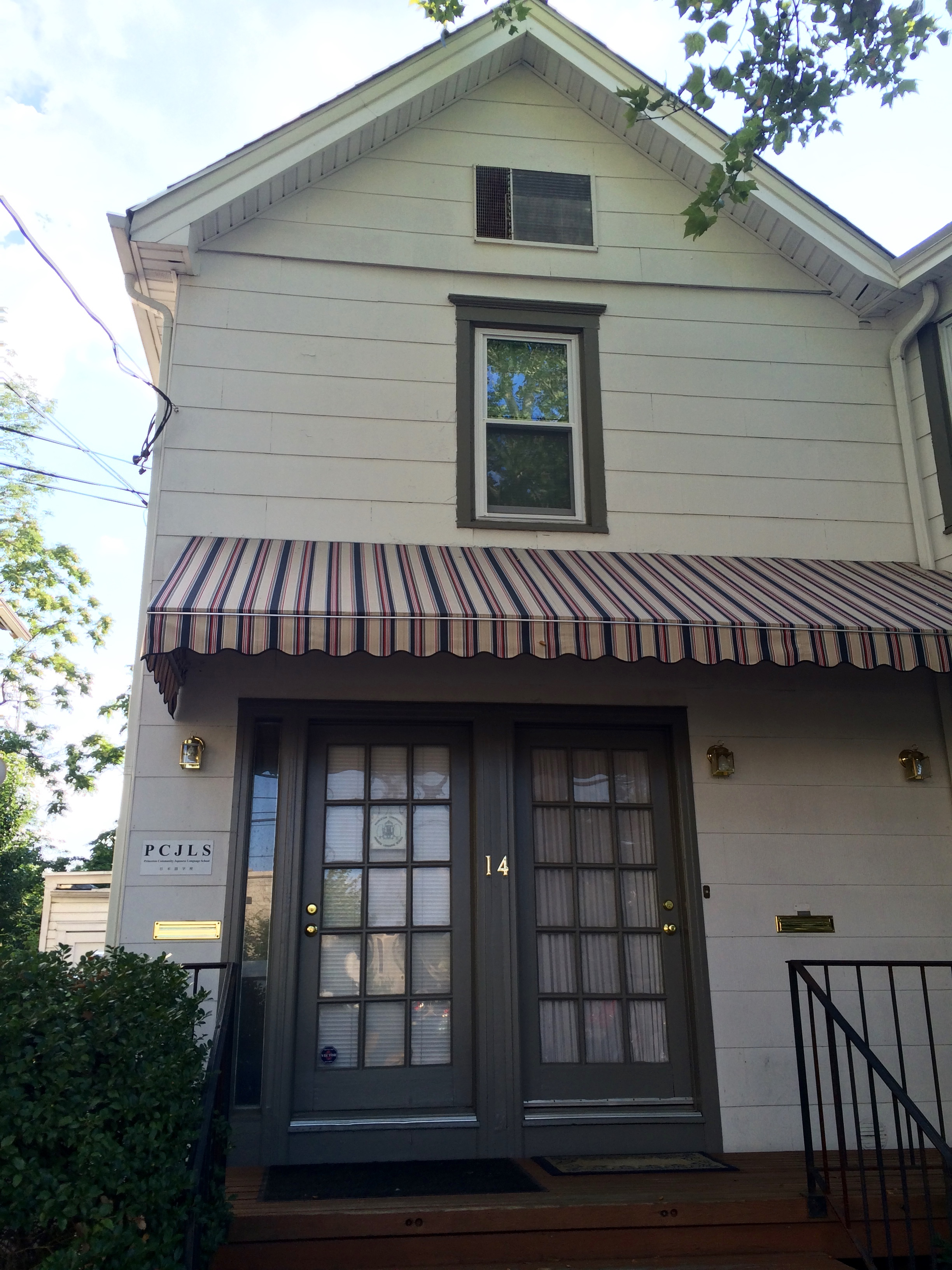
プリンストン日本語学校オフィス

補習校には、家族ぐるみで赴任している企業の駐在派遣社員や国家公務員が、年少の子弟の日本語力の低下や帰任後の進学などを危惧して設立されたものが多い。その大部分は、週末に領事館や日系企業の会議室などを借りて保護者ら自身がボランティア講師となって、できるだけ日本と同等の教育を行うことを目的とした私塾的なものに起源を持つ。その他には永住予定の保護者が集まって創立した学校もある。近年はどの国でも国際結婚や永住家庭の子どもの入学が増えている。
最も歴史の古い補習校は、1958年にワシントンD.C.で創立され、在米日本大使館の一室から始まったワシントン日本語学校である。

### 概要
2023年現在、世界51カ国と1地域に237校 の補習授業校が設置されており、約2万人の生徒が在籍している。
学校規模は10人未満から1000人以上まで様々で、日本企業の進出や撤退に大きく左右されるが、2006年の調査時点では全世界の補習校のうち64.7%が50人未満の小規模校であった。認定校では在籍する児童生徒数が一定数に達すれば、各都道府県の推薦を受けた公立学校の教員が文部科学省を通して日本から派遣される。派遣教員の給与・生活に関わる諸費は文科省、つまり日本国民の支払う税金によって賄われている。

### 授業内容
日本の学校で使っている教材を使用し、通常文科省の負担で無償で教科書が配布される。「いつでも日本の学校に編入できるように日本の学校制度に基づいた教育を行う」ことを大前提としており、日本と同じ4月〜3月の年度構成はもとより、入学式、卒業式、運動会、遠足、社会見学などの行事が組み込まれている。また日本文化の継承として、保護者ボランティアの協力を得て、正月には百人一首やかるた大会、餅つき、書き初め、こままわしなど、夏には七夕の短冊作りや夏祭りといった季節のイベントが催されることもある。
100%の補習校が国語の授業を行っており、小学部では次いで81.8%が算数、32.3%が社会科,17.5%が生活、10.9%が理科も行っている。中学部でも国語100%、数学が81.5%、社会が41.1%、理科は15.3%となっている。授業時間数が限られているため、音楽、美術、保健体育などをカリキュラムに含む学校は非常に少ない。

### 世界最大の補習校と日本人学校の比較
下記のランキング表は小・中学生のみを対象にしている。大規模な補習授業校は義務教育外の幼稚園や高等部を併設しており、実際の全校生徒数はこの表の数値より更に多い。2006年の調査では義務教育の年齢にある日本国籍の子どもは北米が2万218人、アジアが2万1954人とさして変わらないが、北米の場合は56.8%が現地校などに通いながら補習校に在籍し、アジアでは63.2%が日本人学校に通っており補習校に在籍するのはわずか4.1%である。補習校はアメリカ合衆国に多く、日本人学校はアジアに多いことが下記の表からもうかがえる。
また2006年度の児童生徒数を2002年度
と比較すると、相変わらずあさひ学園（ロサンゼルス補習授業校）が最大規模であるが、ロンドンとともに児童生徒数が約350人減っている。
|    | 補習授業校 （平日放課後や週末）   | 2002年度 （在籍者数） | 日本人学校 （全日制）            | 2002年度 （在籍者数） |
| -- | --------------------------------- | --------------------- | -------------------------------- | --------------------- |
| 1  | あさひ学園（ロサンゼルス） 1208名 | 1位（1576名）         | 上海日本人学校 2367名            | 5位（903名）          |
| 2  | サンフランシスコ補習授業校 1115名 | 2位（1270名）         | 泰日協会学校（バンコク） 2288名  | 2位（1855名）         |
| 3  | デトロイト補習授業校 806名        | 4位（847名）          | シンガポール日本人学校 1658名    | 1位（1966名）         |
| 4  | ロンドン補習授業校 787名          | 3位（1146名）         | 香港日本人学校 1548名            | 3位（1593名）         |
| 5  | ニューヨーク補習授業校 564名      | 5位（738名）          | ジャカルタ日本人学校 862名       | 7位（815名）          |
| 6  | シカゴ補習授業校 492名            | 6位（476名）          | 台北日本人学校 810名             | 6位（891名）          |
| 7  | コロンバス日本語補習校 474名      | 7位（469名）          | クアラルンプール日本人学校 784名 | 4位（913名）          |
| 8  | ボストン補習授業校 409名          | 圏外（397名）         | 北京日本人学校 639名             | 圏外（446名）         |
| 9  | シアトル日本語補習学校 405名      | 9位（409名）          | デュッセルドルフ日本人学校 563名 | 8位（673名）          |
| 10 | みなと学園（サンディエゴ）395名   | 8位（447名）          | ロンドン日本人学校 466名         | 9位（534名）          |

## 補習授業校に関わる問題

### 学校側
平日の放課後に毎日数時間授業を行うなど、授業時間数が平均的補習校よりはるかに多い学校を準全日制と言い、2008年現在世界に5校ある（オマーン、グアダラハラ、ダルエスサラーム、チェンナイ、マカッサル）。日本語に接する機会が増え、現地校のストレスを発散でき、自由に週末を過ごせるという利点があるが、現地校で疲れていて集中できない、放課後が拘束されてしまう、送り迎えが大変、遠距離に住む人間は放課後の授業に間に合わないなどの欠点もある。
週1日（土曜日）授業制を取る学校が圧倒的に多い。規模の大きい補習校は、現地校の校舎を借り（「借用校」という）、小規模の学校はビル、ホテル、教会などの部屋を借りることになる。大使館や日本人学校が利用できる運の良い学校もあるが、ほとんどの学校は、治安が良く交通の便の良い所に適切なサイズの場所をみつけるのに苦労する。借用場所や駐車場の確保に頭を悩ませる学校関係者は多い。また借用校と良い関係を保つために、どの補習校も騒音公害や器物破損などないよう非常に神経を使って借用校舎を利用している。あくまでも「借り物」の校舎なので、補習校用の荷物を保管しておくスペース（ロッカーなど）は無いか有っても非常に限られており、特に各クラス担任の教員は、教室に通常備え付けられている備品（ホワイトボードやマーカー）以外のフリップカードやポスターなどの教材を1日の授業ごとに自宅から持ち運びするなどの苦労をしている場合が多い。授業の準備や採点なども当然自宅で行う。
講師は現地採用である。合法で労働でき、週末の労働を厭わない、家族の協力を得られる等といった講師の確保は、補習校にとって切実な問題である。日本人の多い地域では日本の教員免許を持つことを条件に募集できるが、大半は教員経験がなくとも研修を経て採用され、年間を通して継続的に種々の学習会、協議会を重ね、指導力の向上に努めている。平日の仕事を持つ社会人は言うまでもなく、外国人を伴侶にもつ講師やマルチリンガル、高学歴者も多く、その多様な経験から、教科指導のみならず社会性、国際性に富んだ心の教育も実施されている。条件に合えば、留学中の学生も教壇に立つことができ、任期の長短に関わらず実際多くの学生が講師を経験している。ある程度の児童生徒数を確保している学校は、規模に準じて校長のみあるいは校長と教頭（赴任地でのみ。中高等部は兼任が多い）が日本から派遣されている。
生徒には保護者の転勤等で一時的に滞在するもの、保護者と共に永住するもの、そのうち家庭内の会話が日本語であるもの、現地語であるものなど、さまざまな環境の生徒が登校している。近年の傾向として、国際結婚が増えたため、世界各国の補習校において現地で生まれた永住予定の生徒の占める割合が年々高くなっている。生徒の日本語レベルに大きなばらつきがあるため、学校によっては日本語能力や日本帰国の有無を基準にクラスを分けたり、国際部や日本語科などを設けている。

### 生徒側
授業内容は、国語と算数・数学か国語のみであることが多いが、理科や社会を教える学校もある。土曜日の朝9時前後から正午または午後3時頃まで、あるいは平日の午後3時間ほどの授業時間を持つ学校が多い。日本で1週間かけて行われる量の勉強を短時間で行うため生徒の負担は大きい。とくに小学校の低中学年は、親がそばで宿題を見て現地校の宿題と上手く両立できるようサポートしなければならない。
予算と人員の不足を補うために、多くの補習校では保護者による支援活動が組織的に行われている。登下校時の学校駐車場の交通整理から、運動会などのイベントの準備・進行、日本語図書貸し出しシステムの運営など、貢献は多大である。非常に限られた時間と人材で日本並みの学校を運営するためには協力・参加が不可欠であり保護者の負担も大きい。
児童生徒数の多い学校には幼稚園部や高等部があるが、大部分の小さな学校は小学部と中等部しかなく、学年を合併した寺子屋方式を取るところもある。
狭義における補習校は、経営母体が現地の日本企業商工会や日本人会で、子どもが帰国した際に日本の学校に順応しやすいよう主に学力面の準備・サポートをする学校である。しかし実際は永住予定の日本人保護者が集まって設立したり、学習塾のようなビジネスとして運営するものなども含めて補習校と呼ばれる。日本政府の援助対象とならない学校、文科省から認定されていない学校もある。逆に、日本政府の認定に加えて現地の私立学校や非営利団体として認可されている学校もある。
補習校に子どもを通わせるか否かは保護者の価値観や達成目標、経済力が関係してくる。また日本人学校と比べると保護者の負担が大きいため、時間的な余裕も必要である。地域差があり、多少日本語が苦手でも通える学校もあれば、日本語の面接や筆記試験を行い授業についていくに足る日本語能力を持っていないと入学を許可しない学校もある。とくに入学希望者数が定員を大幅に超える補習校では、日本語能力があっても不合格になる場合がある。また日本企業商工会によって創立された学校の中には、設立目的である「駐在家庭子女の帰国対策として日本と同等の学力維持」に重きを置き、進級審査や留年処置を定めるところもある。一方、日本文化に精通した人材を育成するという長期的な国益を尊重し、「帰国」予定のない永住者や日本に滞在経験のある非日本人などの子弟でも、一定の日本語力と学力・素行などを満たしていれば敢えて駐在員の子弟との区別はせず個々のケースの判断で入学させるところもあるなど、各学校の方針・判断によるところが大きい。

## 世界の補習授業校一覧
データは2007年9月現在(一部は更新) ただし〇印は2002年のデータ

（ ）内は授業日。準全日制：平日の毎日、週3制：週3日、週1制：週1日

◎印は、日本政府(文科省)から教員が派遣されている学校（2007年9月時点）

〇印は、小・中学の生徒数が100名以上の学校（2002年外務省調査）

△印は、日本政府（文科省）の認可を受けていない、または認可待ちの学校 (2007年9月時点)

### アジア
- インド
  - ◎チェンナイ補習授業校 （準全日制) < 公式サイト >
  - バンガロール補習授業校 （週1制・土）< 公式サイト >
- インドネシア共和国
  - マカッサル補習授業校 （準全日制）
  - バリ日本語補習授業校 （国語クラス週1制、国算クラス週3制 曜日不明) < 公式サイト >
  - スマラン日本語補習校(隔週１制 土曜日)
- カンボジア王国
  - プノンペン補習授業校 （週1制・土） < 公式サイト >
- シンガポール共和国
  - ◎〇シンガポール日本語補習授業校 （週1制・土）< 公式サイト >
- タイ王国
  - チェンマイ日本人補習授業校 (週1制・土)
  - プーケット日本人補習授業校 (週1制・土) < 公式サイト >
- 中華人民共和国
  - △無錫日本語補習授業校 (週1制・土) < 公式サイト >
  - 深圳補習授業校 （週1制・日）
  - 瀋陽日本人補習学校 (週1制・土) < 公式サイト >
  - 南京日本語補習授業校 (週1制・土) < 公式サイト >
  - △珠海日本人補習授業校 (週1制・土)
- ネパール王国
  - カトマンズ補習授業校 (週1制・土)
- フィリピン共和国
  - セブ日本人補習授業校 (週1制・土) < 公式サイト >
- ベトナム
  - ホーチミン日本人補習校 (週1制・土) < 公式サイト - ウェイバックマシン（2002年6月3日アーカイブ分） >
  - ダナン日本人補習授業校 (週1制・土)
- マレーシア
  - クアラルンプール補習授業校 (週1制・土) < 公式サイト >
  - ペナン日本人補習授業校 (週1制・土) < 公式サイト >
  - ペラ補習授業校 (週1制・土)
- ラオス人民民主共和国
  - ビエンチャン補習授業校 (週3制・水金土)
- 閉校・休校中の学校
  - インド・カルカタ補習授業校 (休校中)
  - 中国・蘇州補習授業校（閉校。日本人学校を開校）
  - 中国・順天補習授業校 (休校中)
  - ブルネイ・ブルネイ補習授業校 (休校中)
  - タイ・シラチャパタヤ補習授業校 (休校中)

### 北米
- アメリカ合衆国
  - アーカンソー州
    - リトルロック日本語補習校 （週1制・土）

  - アイオワ州
    - アイオワシティ補習授業校（週1制・土）< 公式サイト - ウェイバックマシン（2009年2月27日アーカイブ分） >

  - アラスカ州
    - アンカレッジ補習授業校 (週1制・土)

  - アラバマ州
    - バーミングハム日本語補習校(週1制・土) < 公式サイト >
    - ハンツビル日本語補習校 (週1制・土)

  - アリゾナ州
    - アリゾナ学園スクール (週1制・土) < 公式サイト >

  - イリノイ州
    - ◎〇シカゴ双葉会日本語学校補習校 (週1制・土) < 公式サイト >
    - ブルーミントン・ノーマル補習授業校 (週1制・土) < 公式サイト >

  - インディアナ州
    - ◎〇インディアナ日本語学校 (週1制・土) < 公式サイト >
    - グレータールイビル日本語補習校 (週1制・土 所在地はインディアナ州ニューオールバニ) < 公式サイト >
    - △フォートウェイン日本語補習授業校 (週1制・土)
    - 南インディアナ日本人補習校 (週1制・土) < 公式サイト >
    - リッチモンド補習授業校 (週1制・土)

  - ウェストバージニア州
    - ウエストバージニア国際学校 (週1制・土) < 公式サイト >

  - オハイオ州
    - ◎〇オハイオ西部日本語学校 (週1制・土) < 公式サイト >
    - クリーブランド日本語補習校 (週1制・土) < 公式サイト >
    - ◎〇コロンバス日本語補習校 (週1制・土) < 公式サイト >
    - トレド日本人学校 (週1制・土)

  - オレゴン州
    - ◎〇ポートランド日本人学校 (週1制・土) < 公式サイト >

  - カリフォルニア州
    - △三育学院サンタクララ校 (週2制・月水または火木) < 公式サイト >
    - △三育東西学園 アーバイン・コスタメサ校（週2制：月水）、トーランス校、ローリングヒルズ校 （週2制：火木）< 公式サイト >
    - ◎〇みなと学園 サンディエゴ補習授業校 (週1制・土) < 公式サイト >
    - ◎〇サンフランシスコ日本語補習校（英語版） サンフランシスコ校・サンノゼ校 (ともに週1制・土) < 公式サイト >
    - セントラルバレー補習授業校 (週1制・土)
    - ◎〇ロサンゼルスあさひ学園 サンタモニカ校、サンゲーブル校、トーランス校、オレンジ校 (すべて週1制・土 ) < 公式サイト >
    - △西大和学園付属補習校（英語版） (週1制・土) < 公式サイト > 平日授業を行っている西大和学園が私立在外教育施設(西大和学園カリフォルニア校（英語版）)として文科省の認可を受けている。
    - ベーカーズフィールド補習授業校 (週1制・曜日不明)
    - ポート・オブ・サクラメント補習授業校 (週1制・土) < 公式サイト >

  - カンザス州
    - カンザスシティ日本語補習校 (週1制・土) < 公式サイト - ウェイバックマシン（2002年10月21日アーカイブ分） >

  - ケンタッキー州
    - エリザベスタウン補習授業校 (週1制・土) < 公式サイト >
    - ◎〇シンシナティ日本語補習校（英語版） (週1制・土 所在地はケンタッキー州) < 公式サイト >
    - ◎〇セントラルケンタッキー補習授業校 (週1制・土) < 公式サイト >

  - コネチカット州
    - ハートフォード日本語学校 (週1制・土) < 公式サイト - ウェイバックマシン（2006年2月9日アーカイブ分） >

  - コロラド州
    - デンバー日本語補習校 （週1制・日） < 公式サイト >

  - サウスカロライナ州
    - グリーンビル補習授業校 (週1制・土) < 公式サイト >
    - 松葉学園 サウスカロライナ日本語補習校 (週1制・土 在コロンビア) < 公式サイト >

  - ジョージア州
    - ◎〇ジョージア日本語学校（アトランタ補習授業校） (週1制・土) < 公式サイト >
    - コロンバス土曜日本語学校 (週1制・土) < 公式サイト >

  - テキサス州
    - エルパソ日本語補習学校 (週1制・土) < 公式サイト >
    - オースティン日本語補習授業校 (週1制・土) < 公式サイト >
    - サンアントニオ日本語補習校 (週1制・土) <公式サイト>
    - ◎〇ダラス補習授業校 (週1制・土) < 公式サイト >
    - ◎〇ヒューストン日本語補習校 (週1制・土) < 公式サイト >
    - マッカーレン補習授業校 (週1制・土)

  - テネシー州
    - ◎〇イーストテネシー補習授業校 (週1制・土) < 公式サイト >
    - ◎〇中部テネシー日本語補習校 (週1制・土) < 公式サイト >
    - メンフィス補習授業校 (週1制・土)

  - ニュージャージー州
    - △育英サタデースクール・育英ホームスクール ニュージャージー校 (週1制・土) < 公式サイト >
    - ◎〇ニュージャージー補習授業校 (週1制・土) < 公式サイト >
    - ◎〇プリンストン日本語学校（英語版） (週1制・日) < 公式サイト >

  - ニューヨーク州
    - △育英サタデースクール マンハッタン校 （フレンズ・サタデースクール）、ポートワシントン校 (ともに週1制・土) < 公式サイト >
    - ◎〇ニューヨーク補習授業校 ロングアイランド地区、ウエストチェスター地区 (ともに週1制・土) < 公式サイト >
    - バッファロー補習授業校 (週1制・土)
    - △リセ・ケネディー日本人学校 マンハッタン校付属補習校 (週1制・土) < 公式サイト >
    - ロチェスター日本語補習校 (週1制・土) < 公式サイト - ウェイバックマシン（1999年1月17日アーカイブ分） >

  - ネバダ州
    - ラスベガス学園 (週1制・土) < 公式サイト >

  - ネブラスカ州
    - オマハ日本語補習授業校 (週1制・土) < 公式サイト >

  - ノースカロライナ州
    - ◎〇シャーロット日本語補習学校 (週1制・土) < 公式サイト >
    - ◎〇ローリー日本語補習学校 (週1制・土) < 公式サイト >

  - バージニア州
    - ニューポートニューズ補習授業校 (週1制・土)
    - リッチモンド補習授業校 (週1制・土)

  - フロリダ州
    - オーランド補習校（英語版） (週1制・土) < 公式サイト >
    - ◎〇マイアミ補習校（英語版） (週1制・土) < 公式サイト >

  - ペンシルベニア州
    - セントラル・ペン日本語補習校 (ステートカレッジ、週1制・土) < 公式サイト >
    - ◎ピッツバーグ日本語補習授業校 (週1制・日) < 公式サイト >
    - ◎〇フィラデルフィア補習授業校 (週1制・土) < 公式サイト >

  - マサチューセッツ州
    - アーモスト日本語補習校 (週1制・土) < 公式サイト >
    - ◎〇ボストン補習授業校 (週1制・土) < 公式サイト >

  - ミシガン州
    - グランドラピッズ補習授業校 (週1制・曜日不明)
    - ◎〇デトロイトりんご会補習授業校 (週1制・土) < 公式サイト >
    - ◎〇バトルクリーク補習授業校 (週1制・土) < 公式サイト >

  - ミシシッピ州
    - ミシシッピ日本語補習校 (週1制・土 在ジャクソン)

  - ミズーリ州
    - セントルイス日本語教室（英語版） (週1制・土) < 公式サイト >

  - ミネソタ州
    - ミネソタ日本語補習授業校 (週1制・土) < 公式サイト >
    - ミネアポリス日本語補習授業校 (週1制・土) < 公式サイト >

  - ユタ州
    - ユタ日本語補習校 (週1制・土) < 公式サイト >　< 公式フェイスブック >

  - ルイジアナ州
    - ニューオーリンズ補習授業校 (週1制・土)
    - バトンルージュ補習校 (週1制・日)

  - ワシントン州
    - モーゼスレイク補習授業校 (週2制・月木)
    - ◎〇シアトル日本語補習学校 (週1制・土) < 公式サイト >

  - ウィスコンシン州
    - マディソン日本語補習校 < 公式サイト >

  - ワシントンD.C. (メリーランド州)
    - ◎〇ワシントン日本語学校 (週1制・土 所在地はメリーランド州) < 公式サイト
- カナダ
  - アルバータ州
    - カルガリー補習授業校 (週1制・土) < 公式サイト >
    - エドモントン地区日本人コミュニティスクール (週1制・金) < 公式サイト >

  - ブリティッシュコロンビア州
    - ◎バンクーバー補習授業校 (週1制・土) < 公式サイト >

  - ノバスコシア州
    - ハリファックス補習授業校 (不明)

  - オンタリオ州
    - ロンドン(カナダ) 補習授業校 (週1制・土)
    - オタワ補習校 (週1制・土)
    - ◎〇トロント補習授業校 (週1制・土) < 公式サイト >
    - 日修学院 (トロント) (週1制・土) < 公式サイト >

  - ケベック州
    - モントリオール日本語補習校（フランス語版）(EN) (週1制・土) < 公式サイト >

  - サスカチュワン州
    - サスカトーン補習授業校 (週1制・日)
- メキシコ合衆国
  - ◎グァダラハラ補習授業校 (準全日制)
  - モンテレイ日本語補習校 (週1制・土)
  - △グアナファト補習授業校 (週1制・土) < 公式サイト >

- 閉校・休校中の学校
  - アメリカ合衆国
    - アラバマ州タスカルーサ補習授業校 (休校中)
    - アラバマ州モービル補習授業校 (休校中)
    - インディアナ州サウスベンド補習授業校 (休校中)
    - ニューメキシコ州アルバカーキ補習授業校 (休校中)
    - ノースカロライナ州ピードモントトライアド補習授業校 (休校中)
    - バージニア州ロアノーク補習授業校 (休校中)
    - ハワイ州マウイ補習授業校 (休校中)
    - フロリダ州ボカラトン補習授業校 (休校中)
    - ロードアイランド州ロードアイランド補習授業校 (休校中)
    - 準州・プエルトリコ補習授業校 (休校中)

### 中南米
- エクアドル共和国
  - キト補習授業校（英語版） (不明)
  - グアヤキル補習授業校 (週1制・土)
- エルサルバドル共和国
  - サンサルバドル補習授業校 (不明)
- ドミニカ共和国
  - サント・ドミンゴ補習授業校 (週2制・火金)
- ブラジル連邦共和国
  - クリチバ補習授業校 (週1制・土)
- ボリビア共和国
  - ラパス補習授業校 (週1制・土) < 公式サイト >
- ホンジュラス共和国
  - テグシガルパ補習授業校 (週1制・土)
- 閉校・休校中の学校
  - ブラジル サルバドール補習授業校 (休校中)
  - ブラジル ポルト・アレグレ補習授業校 (休校中)

### ヨーロッパ
- アイルランド共和国
  - ダブリン日本子女補習校 (週1制・土)
  - アイルランド日本語補習校 (週1制・土)
- イギリス
  - 〇ウェールズ日本人補習校 (週1制・土) < 公式サイト >
  - スコットランド日本語補習校 (週1制・土)
  - ◎〇ダービー日本人補習校 (週1制・土) < 公式サイト >
  - テルフォード補習授業校 (週1制・土) < 公式サイト >
  - 北東イングランド補習授業校 (週1制・土) < 公式サイト >
  - マンチェスター補習授業校 (週1制・土)
  - ヨークシャーハンバーサイド日本人補習校 (週1制・土 在リーズ) < 公式サイト >
  - ◎〇ロンドン補習授業校 アクトン校、フィンチリー校、クロイドン校 (すべて週1制・土 ) < 公式サイト >
- イタリア共和国
  - トリノ補習授業校 (週1制・土)
  - フィレンツェ補習授業校 (週1制・土)
  - ミラノ補習授業校 (週1制・土)
  - ローマ補習授業校 (週1制・土)
- オーストリア
  - ウィーン補習授業校 (週1制・金)
- オランダ王国
  - 〇アムステルダム補習授業校 (週1制・土)
  - ティルブルフ日本語補習授業校-北ブラバンド補習授業校から改名 (週1制・土) < 公式サイト >
  - ハーグ・ロッテルダム補習授業校 (週1制・土) < 公式サイト >
  - マーストリヒト日本語補習授業校 (週1制・土) < 公式サイト >
- スイス連邦
  - ◎〇ジュネーヴ日本語補習学校（英語版） (週1または2制：水または土) < 公式サイト >
  - チューリッヒ日本人学校付属補習校（英語版） (週1制：小中学部 土、国際部 水または土) < 公式サイト >
- スウェーデン王国
  - ◎ストックホルム補習授業校 (週1制・土)
  - ヨーテボリ補習授業校 (国算は週1・金、実験・珠算・書道・音楽は3週1・土)
- スペイン
  - バルセロナ補習授業校 (週1制・土) < 公式サイト >
  - 〇マドリッド補習授業校 (週1制・土) < 公式サイト >
- デンマーク王国
  - コペンハーゲン日本人補習学校 (週1制・土) < 公式サイト >
- ドイツ連邦共和国
  - ケルン補習授業校 (週1制・木) < 公式サイト >
  - シュツットガルト日本語補習授業校 (週1制・土) < 公式サイト >
  - デュッセルドルフ補習授業校 (週1制・土) < 公式サイト >
  - △ニーダーザクセンハノーバー補習授業校 (週1制・水？)
  - ニュルンベルク補習授業校 (週1制・土)
  - ハイデルベルク日本語補習授業校 (週1制・金)  < 公式サイト >
  - ハンブルク補習授業校 (週1制・土？)
  - 〇フランクフルト補習授業校 (週1制・土) < 公式サイト >
  - ブレーメン補習授業校 (週1制・金) < 公式サイト >
  - ベルリン日本語補習授業校 (週1制・小学低学年 木、中高学年 水、中高部 金) < 公式サイト >
  - ベルリン中央学園補習授業校 (週1制・金) < 公式サイト >
  - ボン日本語補習授業校 (週1制・土)  < 公式サイト >
  - ミュンヘン補習授業校 (週1制・土)
  - ドレスデン日本語補習校 (週1制・金)  < 公式サイト >
- ノルウェー王国
  - オスロ補習授業校 (週1制・土)
- ハンガリー共和国
  - ◯みどりの丘日本語補習校 (週1制・土 在ブダペスト)  < 公式サイト >
  - △日本語サークル「かざぐるま」 (週1制・土 在ブダペスト)  < 公式サイト >
- フィンランド共和国
  - ヘルシンキ補習授業校 (週1制・土)  < 公式サイト >
- フランス共和国
  - アルザス補習授業校（ストラスブール）(週1制・土) (幼稚部・小中学部・課外活動)< 公式サイト >(日本語・フランス語・ドイツ語・ 英語)
  - グルノーブル日本語授業補習校 (週1制・水)  < 公式サイト >
  - コートダジュール日本語補習授業校 (週1制・土)<公式サイト>
  - コルマール補習授業校 (週1制・水)
  - ディジョン補習授業校 (週1制・水) <公式サイト >
  - トゥレーヌ日本語補習授業校 (週1制・水) <公式サイト >
  - ノール＝パ・ド・カレー日本人学校（リール (フランス)）（ノール県）補習授業校 (週1制・土)  < 公式サイト >
  - ボルドー補習授業校 (週1制・水)
  - マルセイユ補習授業校 (週1制・土) <公式サイト >
  - リヨン補習授業校 (週1制・土) <公式サイト>
  - CSIリヨン国際学園 日本語科<公式サイト(日本語)>（日仏イマージョン）Cité scolaire internationale (Lyon)<公式サイト（仏語）>
  - レンヌ補習授業校 (週1制・水)
- ブルガリア共和国
  - ソフィア補習授業校 (週2制・水金)
- ベルギー王国
  - ◎〇ブラッセル日本人学校付属補習校 (週1制・土)  < 公式サイト >
- ポルトガル共和国
  - ポルト補習授業校 (週1制・土)
  - リスボン補習授業校 (週1制・土)  < 公式サイト - ウェイバックマシン（2004年2月27日アーカイブ分） >
- ルクセンブルク大公国
  - ルクセンブルグ補習授業校 (週2制・水・土)
- 閉校・休校中の学校
  - フランス・アルモール補習授業校 (休校中)
  - パドヴァ補習校 (休校中) < 公式サイト >

### アフリカ・中近東
- エチオピア連邦民主共和国
  - アディスアベバ日本人補習校 (週1制・土)
- オマーン国
  - ◎オマーン補習授業校 （準全日制・現地校が休みの木曜は全日)  < 公式サイト - ウェイバックマシン（2010年2月10日アーカイブ分） >
- ガーナ共和国
  - アクラ補習授業校 (週1制・土)
- クウェート国
  - クウェート補習授業校 (週1制・木)
- コートジボワール共和国
  - アビシャン補習授業校  (週1制・土)  < 公式サイト - ウェイバックマシン（2007年9月8日アーカイブ分） >
- サウジアラビア王国
  - ダハラン補習授業校 (週1制・木)
- シリア・アラブ共和国
  - ダマスカス補習授業校 (週1制・土)
- ジンバブエ共和国
  - ハラレ日本人補習校 (週1制・曜日不明)
- セネガル共和国
  - △ダカール補習授業校 (週1制・土：2010年10月より再開)
- タンザニア連合共和国
  - ◎ダルエスサラーム補習授業校 (準全日制)  < 公式サイト - ウェイバックマシン（2000年3月4日アーカイブ分） >
- チュニジア共和国
  - テュニス補習授業校  (週1制・金または土)
- トルコ共和国
  - イスタンブール補習授業校 (週1制・土)
- モロッコ
  - ラバト補習授業校 (週1制・日)
- ヨルダン・ハシミテ王国
  - アンマン補習授業校 (週1制・金)
- 閉校・休校中の学校
  - イエメン・サナア補習授業校 (休校中)
  - ザンビア・ルサカ補習授業校 (休校中)
  - スーダン・ハルツーム補習授業校 (休校中)
  - リビア・トリポリ補習授業校 (休校中)

### 大洋州
- アメリカ合衆国
  - ハワイ州
    - ◎〇レインボー学園 (週1制・土 在ホノルル) < 公式サイト >
- アメリカ合衆国の準州
  - グアム日本語補習授業校 (国算週2制・土と曜日不明、国のみ週1制・土) < 公式サイト >
  - サイパン日本人補習校 (週1制・土) < 公式サイト >
- オーストラリア連邦
  - アデレード日本語補習授業校 (週1制・土)  < 公式サイト >
  - キャンベラ補習授業校（英語版） (週1制・土) < 公式サイト >
  - ◎〇クイーンズランド補習授業校（英語版） ブリスベン校 ゴールドコースト校 (週1制・土)  < 公式サイト >
  - ケアンズ日本語補習授業校 (週1制・土) < 公式サイト >
  - △シドニー日本語土曜学校 (週1制・土)  < 公式サイト - ウェイバックマシン（2006年4月6日アーカイブ分） >
  - メルボルン国際日本語学校（英語版） (週1制・土)  < 公式サイト >
  - パース補習授業校 (週1制・土) <公式サイト>
- ニュージーランド
  - ウェリントン補習授業校 (週2制・月水)  < 公式サイト >
  - オークランド日本語補習学校 (週5制・火水木金土)  < 公式サイト >
  - カンタベリー日本語補習校 (週1制・土 在クライストチャーチ)  < 公式サイト >
- パラオ共和国
  - パラオ補習授業校 (週1制・土)
- 仏領ニューカレドニア
  - ニューカレドニア補習授業校 (不明)
- 閉校・休校中の学校
  - オーストラリア・サウスクィーンズランドアカデミー (休校中)
  - パプアニューギニア・ポートモレスビー補習授業校 (2009年8月休校中)

## 関連文献
（日本語）
- 知念聖美, リチャード・G・タッカー(Richard G. Tucker; "米国における継承日本語習得 : エスニックアイデンティティーと補習授業校との関係" 『母語・継承語・バイリンガル教育(MHB)研究』 (2), 82-104, 2006-03-31. 母語・継承語・バイリンガル教育(MHB)研究会, NAID 110009357403.
- 小澤至賢, "アメリカ東部地区の日本人学校及び補習授業校における障害のある日本人児童生徒への支援状況 (<特集>米国における障害のある子どもへの教育的支援の実際) (PDF) " 『世界の特別支援教育』 23, 43-55, 2009-03. 国立特別支援教育総合研究所, NAID 110007475816
- 鈴木一代, 「日系国際児の日本語・日本文化習得とその支援 : 補習授業校講師の視点から」『埼玉学園大学紀要. 人間学部篇』 7, 103-113, 2007-12. 埼玉学園大学, [NAID 110008445339.
- 奥村三菜子「ドイツの日本語補習校幼児部における現状・実践・考察」『母語・継承語・バイリンガル教育（MHB）研究』第6号、母語・継承語・バイリンガル教育研究会（MHB研究会）、2010年3月、80-95頁、NAID 120005294058。
- 奥村三菜子「補習授業校における国際児にとっての日本語教育のあり方を考える : ドイツの補習授業校での実践から (第31回日本言語文化学研究会) -- (発表要旨)」『言語文化と日本語教育』第31号、お茶の水女子大学日本言語文化学研究会、2006年6月、82-85頁、ISSN 0917-4206、NAID 120002836383。
- 横尾俊, 「平成20年度日本人学校及び補習授業校に対するアンケート結果について (PDF) 」『国立特別支援教育総合研究所教育相談年報 30, 33-45, 2009-06. 独立行政法人国立特別支援教育総合研究所, NAID 110007689755.
- 大浜幾久子, 「236 海外日本語補習授業校児童・生徒の日本語語彙理解力(発達4,発達)」『日本教育心理学会総会発表論文集』 1980年 22巻 第22回総会発表論文集, セッションID:236, p.228-229, 公doi:10.20587/pamjaep.22.0_228, NAID 110008128262
- 峯本伸一, 「[https://cir.nii.ac.jp/crid/1050300147301250816 補習授業校における派遣教員の役割(学校経営)」『在外教育施設における指導実践記録』 33, 197-200, 2010-12-24. 東京学芸大学, NAID 110008708809.

（英語）
- Doerr, Musha Neriko (Brookdale Community College) と Kiri Lee (Lehigh University). "Contesting heritage: language, legitimacy, and schooling at a weekend Japanese-language school in the United States" (Archive). Language and Education. Vol. 23, No. 5, September 2009, 425-441.
- 加納なおみ (Naomi Kano). "Japanese Community Schools: New Pedagogy for a Changing Population" (Chapter 6). In: García, Ofelia, Zeena Zakharia, and Bahar Otcu (editors). Bilingual Community Education and Multilingualism: Beyond Heritage Languages in a Global City (Volume 89 of Bilingual Education and Bilingualism). Multilingual Matters, 2012. ISBN 184769800X, 9781847698001. START: p. 99.
- 森美子 (Yoshiko Mori; ジョージタウン大学) と カルダー淑子 (Toshiko M. Calder; プリンストン日本語学校). "Bilingual Vocabulary Knowledge and Arrival Age Among Japanese Heritage Language Students at Hoshuukoo." Foreign Language Annals. American Council on the Teaching of Foreign Languages, Volume 46, Issue 2, pages 290-310, June 2013. First published online on 22 May 2013. DOI 10.1111/flan.12027.